# Хайро Арріета
Хайро Арріета Обандо (ісп. Jairo Arrieta Obando; нар 25 серпня 1983, Нікоя, Коста-Рика) — костариканський футболіст, нападник клубу «Ередіано» і збірної Коста-Рики. Чвертьфіналіст Олімпійських ігор 2004 року в Афінах та Золотого кубку КОНКАКАФ 2013 року.

## Клубна кар'єра
Арріета почав кар'єру в клубі «Брухас». Він провів у команді три сезони, зігравши більше 100 матчів і забив 23 голи. У 2006 році Хайро перейшов в «Сапріссу». З новим клубом він п'ять разів виграв чемпіонат Коста-Рики.
У квітні 2012 року Арріета підписав контракт на два з половиною роки з американським «Коламбус Крю». 15 липня в матчі проти «Спортінг Канзас-Сіті» він дебютував в MLS. 29 липня у поєдинку проти цього ж клубу Хайро зробив «дубль».
На драфті розширення МЛС 2014 Арріета був обраний клубом «Орландо Сіті», але на початку 2015 року був проданий замість місця іноземного гравця в «Ді Сі Юнайтед». 7 березня у матчі проти канадського «Монреаль Імпакт» він дебютував за столичний клуб. У цьому ж поєдинку він забив свій перший гол за нову команду.
14 січня 2016 року Арріета підписав контракт з клубом Північноамериканської футбольної ліги Нью-Йорк Космос, де провів увесь сезон, після чого на початку наступноо року повернувся на батьківщину, ставши гравцем «Ередіано».

## Міжнародна кар'єра
У 2004 році у складі збірної Діас поїхав на Олімпійські ігри в Афінах. На турнірі він зіграв у матчах проти збірних Іраку, Португалії, Аргентини і допоміг команді дійти до 1/4 фіналу.
11 грудня 2011 року в товариському матчі проти збірної Куби Хайро дебютував за національну збірну Коста-Рики. 18 січня 2013 року в поєдинку Центральноамериканського кубка проти збірної Белізу Арріета забив свій перший гол за національну команду і в підсумку допоміг збірній виграти турнір.
У тому ж році він вдруге взяв участь у Золотому кубку КОНКАКАФ. На турнірі він виступив у поєдинках проти команд Гондурасу, США та Белізу, а в матчі проти збірної Куби він забив гол.

### Голи за збірну Коста-Рики
| №  | Дата            | Місце                                      | Суперник  | Рахунок | Результат | Змагання                           |
| -- | --------------- | ------------------------------------------ | --------- | ------- | --------- | ---------------------------------- |
| 1. | 18 січня 2013   | Національний стадіон, Сан-Хосе, Коста-Рика | Беліз     | 1:0     | 1:0       | Центральноамериканський кубок 2013 |
| 2. | 22 січня 2013   | Національний стадіон, Сан-Хосе, Коста-Рика | Гватемала | 1:0     | 1:1       | Центральноамериканський кубок 2013 |
| 3. | 28 березня 2013 | Стадіон Співдружності, Едмонтон, Канада    | Канада    | 1:0     | 1:0       | Товариський матч                   |
| 4. | 9 липня 2013    | Провіденс Парк, Портленд, США              | Куба      | 2:0     | 3:0       | Золотий кубок КОНКАКАФ 2013        |

## Досягнення
Командні
 «Сапрісса»
- Чемпіон Коста-Рики: 2006/07, Апертура 2007/08, Клаусура 2007/08, Апертура 2008/09, Клаусура 2010

 «Нью-Йорк Космос»
- Переможець Північноамериканської футбольної ліги: 2015

Міжнародні
 Коста-Рика
- Володар Центральноамериканського кубка: 2013